# 1558年教會統一法令
《1558年教會統一法令》（英語：Act of Uniformity 1558，法令通过的时候已经是1559年，所以又叫做《1559年教會統一法令》）规定了全英国教会祈祷时必须使用英语的《公祷书》。每个男人必须一週去一次教堂，或者捐出12便士（相当于2007年的11英镑多）。这对于穷人来说是一笔不小的数目。通过这条法律，伊丽莎白一世使礼拜日去教堂义务化。教會統一法令加强了公祷书的权威地位。